# プミリオトキシン

Pumiliotoxin A: R = –H
Pumiliotoxin B: R = –OH

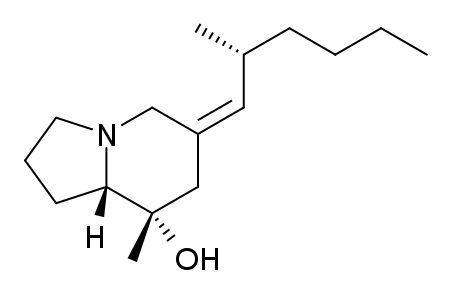
プミリオトキシン251D

プミリオトキシン類 (pumiliotoxins, PTXs) はインドリジジン骨格を有するアルカロイドの一種。ヤドクガエルに含まれる毒物で、より強毒性の類縁体としてアロプミリオトキシン類 (allopumiliotoxin, aPTXs) やプリミオトキシン251Dがある。ヤドクガエルに含まれる毒物としては他に、デカヒドロキノリン (DHQ) やizidine、コッシネリン (coccinelline) スピロピロリジジン (spiropyrrolizidine) などがある。高濃度のプミリオトキシンは高い毒性を示すが、毒性の強さはバトラコトキシン (batrachotoxin) の100-1000倍程度弱い。
プミリオトキシン類はA、B、Cの3種からなり、プミリオトキシンCの毒性は他の2つより弱い。プリミオトキシンはカルシウムイオンチャネルに影響することにより、心筋や骨格筋の収縮を妨げる。プミリオトキシンによる症状としては、部分麻痺、動作の困難さ、活動過剰などがあり、死に至る場合もある。